# Willem Otto Bloys van Treslong

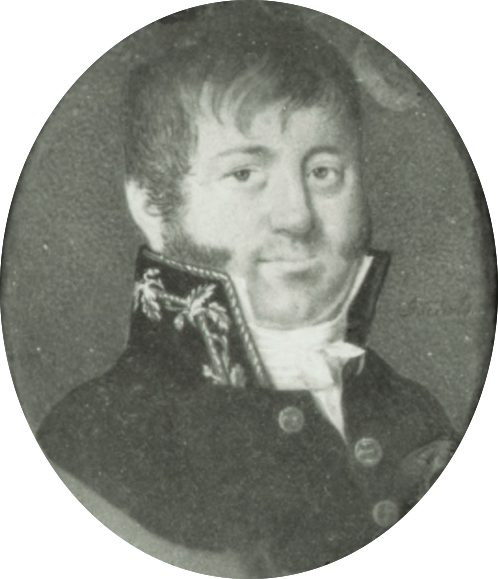

Willem Otto Bloys van Treslong (Steenbergen op 23 september 1765 - 's-Gravenhage 21 oktober 1837) was een Nederlands marine-officier, gouverneur van Suriname en hoveling van Lodewijk Napoleon.
Op 7 maart 1780 had Willem Otto dienst genomen in de marine. Hij heeft tal van commando's gehad zoals dat over de Zuiderzee en de Maas en Zeeuwse stromen.
Willem Otto Bloys van Treslong was van 1801 tot 1804 gouverneur van Suriname en van 1808 tot aan de annexatie van het koninkrijk Holland eerste aide-de-camp, grootofficier van het Koninklijk Huis en grootmaarschalk van het Paleis des Konings. De viceadmiraal was zeer verknocht aan de eerste Nederlandse koning Lodewijk Napoleon en weigerde in Franse dienst te treden. Op 12 december 1810 werd hij door Napoleon ontslagen uit al zijn functies.
De koning van Holland verleende hem op 16 februari 1807 een met diamanten versierd commandeurskruis van de Orde van de Unie.